# Arni (Stazzema)
Arni è la frazione più settentrionale del comune di Stazzema situata nell'alta Versilia. Dista da Stazzema circa 20 km.

## Geografia fisica
Arni si trova sul versante garfagnino alle sorgenti del torrente Turrite Secca, a nord-est del Monte Altissimo, poderoso bastione delle Alpi Apuane. Si può giungere al paese dalla Versilia passando per il Foro o galleria del Cipollaio se si proviene da Seravezza o giungendo da Massa da Pian della Fioba, attraverso il Passo del Vestito, o costeggiando il torrente Turrite Secca in direzione Castelnuovo Garfagnana da Lucca. Il paese è diviso in due parti: Arni di Sopra, o Arni propriamente detto, e Arni di Sotto, più a fondo valle a circa 800 m s.l.m, detto anche Campagrina.
Arni è identificabile come la località più piovosa delle Alpi Apuane con una media annuale prossima a 3100 mm/annui e numerosi sono gli anni in cui l'accumulo ha superato i 4000mm.

## Popolazione
Arni negli ultimi anni ha visto un forte spopolamento. Nel 2003 gli abitanti censiti erano 256.
Nell'agosto 2014 la popolazione è scesa a 185 anime di cui 2 sono stranieri.
La località detta "Le Gobbie" pur trovandosi a poche centinaia di metri dal centro del paese fa parte del comune di Seravezza e conta 9 abitanti. I cognomi più diffusi ad Arni sono: Cagnoni, Landi, Lorenzoni e Mattei.

## Monumenti e luoghi d'interesse
Nel 1979 è stata eretta una statua di Nostra Signora Maria, detta Madonna del Cavatore, in alto sopra il paese di Arni, per la pericolosità in passato dell'estrazione del marmo, causa frequente di decessi tra i cavatori, spesso stessi abitanti di Arni. La si festeggia il 12 agosto, in ricordo dei caduti nell'estrazione del marmo. Di notte la statua è illuminata.
Nel 1822,  pochi pastori provenienti da Vagli, col permesso del Vescovo di Sarzana, costruirono un Oratorio intitolato a S. Agostino cui furono assegnati i molti beni del soppresso convento delle Agostiniane di Vagli Sotto. Quando la popolazione raggiunse il numero di 290 abitanti, con l'aiuto del Duca di Modena, si provvide ad ampliare la Chiesa. Il campanile fu costruito dagli abitanti tra il 1910 e il 1927: si trova al di sopra della chiesa a sinistra della canonica ed è formato da blocchi di marmo che gli uomini portavano la sera quando tornavano dalle cave. Il 19 gennaio 1947 venne eretta in parrocchia con smembramento da Vagli Sotto. Il riconoscimento civile si ebbe il 13 aprile 1948. Il più antico Libro è il Registro dei Morti dell'anno 1827.

## Economia
In esso si sviluppavano un tempo attività agro-pastorali, in particolare l'allevamento di pecore con produzione di latte, formaggi e lana. Ora tale attività si è largamente diluita e gli alpeggi attorno ai monti Sumbra e Sella sono abitati da capre selvatiche e mufloni. 

Per lungo tempo l'economia del paese è stata legata all'escavazione del marmo in particolare del tipo bianco arabescato Faniello, anche se un tempo vi erano cave di Calacatta e del raro e più pregiato bianco statuario. Si hanno notizie di tale attività già a partire dal 1849, nella miniera aperta da Saucholle Henruaux. Tali cave sono oggetto di una dura battaglia ambientalista per la loro chiusura da parte del movimento No Cav. Nel 1861, la Rivista dei Comuni d'Italia parlò della valle di Arni per la necessità di aprire una strada di collegamento al fine di avviare il proficuo commercio dei marmi.
Attualmente le uniche attività commerciali del paese sono tre ristoranti, un piccolo albergo,  e un panificio. In paese si trovano anche una postazione medica del 118 ed una scuola elementare.
Oltre al marmo, i monti che circondano Arni sono ricchi di piombo argentifero, di rame piritoso e di strati di navacolite e di calciscisto.

## Ecosistema

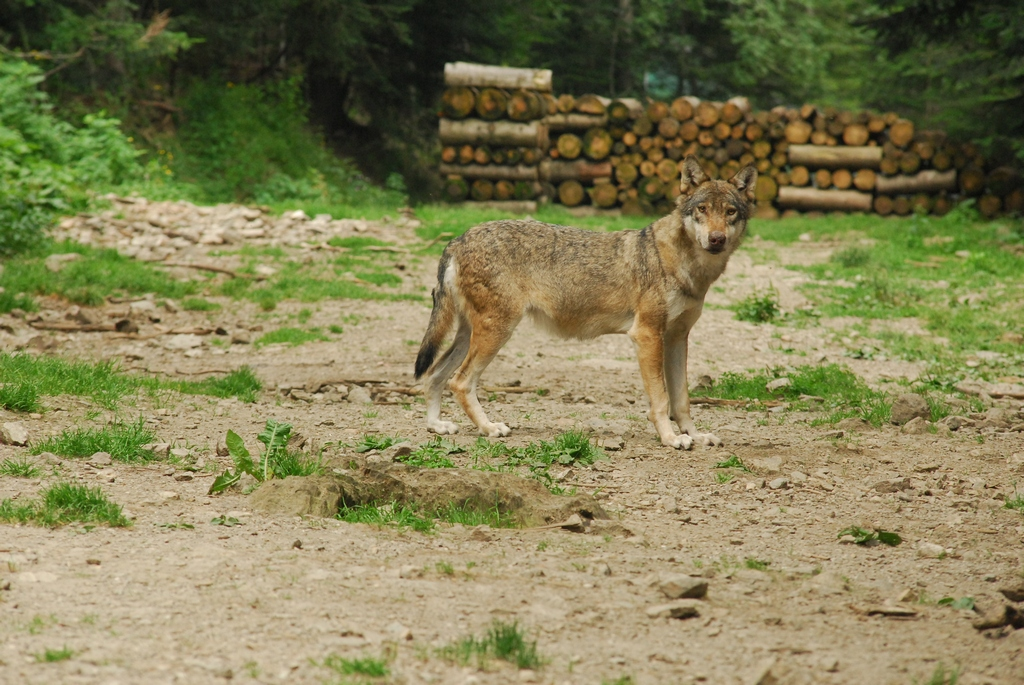
Il lupo, nuovo abitante delle Apuane

La valle di Arni ha forma longitudinale, in direzione da ovest ad est, per un'estensione di circa 3 Km. Vi si trovano pascoli, boschi ed ottime acque. La presenza di mufloni ed altri ungulati, ha creato l'habitat ideale per il lupo.